# 아르비다스 사보니스
아르비다스 로마스 사보니스(리투아니아어: Arvydas Romas Sabonis, 1964년 12월 19일~) 혹은 아르비다스 안드레예비치 사보니스(러시아어: А́рвидас Андре́евич Сабо́нис)는 리투아니아의 농구 선수이다. 1988년 올림픽에 소련 대표팀의 일원으로 참가하여 금메달 주역이 되었으며 그 후 NBA에 진출하였다. 유럽 출신으로 가장 뛰어나고 성공한 농구 선수 중 한명으로 뽑히고 있으며 그 이후 대부분 동구권 장신 센터들이 본인(사보니스)과 마찬가지로 11번을 달았다.